# حوسبة متعددة غير متماثلة

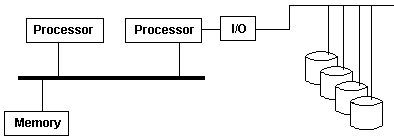

الحوسبة المتعددة غير المتماثلة (بالإنجليزية: Asymmetric Multiprocessing : AMP)‏ تعنى بالتعامل مع وحدات معالجة مركزية متعددة حيث يخصص أحدها لأعمال النواة.